# Peter Geiger

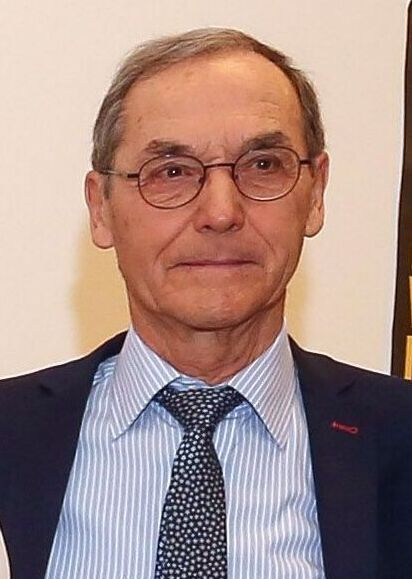
Peter Geiger (2020)

Peter Geiger (* 22. Oktober 1942 in Monbiel, Graubünden; † 6. April 2025) war ein liechtensteinischer Historiker und Forschungsbeauftragter am Liechtenstein-Institut für den Bereich Geschichte. Das Hauptaugenmerk seiner Arbeit lag auf dem Themenbereich Liechtenstein während der 1930er Jahre und während des Zweiten Weltkrieges.

## Leben
Geiger studierte Geschichte, Germanistik und Romanistik an der Universität Zürich sowie jeweils ein Jahr in Wien und Seattle. 1970 promovierte er in Zürich und wurde noch im selben Jahr als Lehrer an der Kantonsschule St. Gallen tätig.
Geiger wurde 1987 am Liechtenstein-Institut tätig. Des Weiteren war er Privatdozent für Zeitgeschichte an der Universität Freiburg sowie Dozent an der Pädagogischen Hochschule des Kantons St. Gallen.
Von 2001 bis 2005/2006 war Geiger Präsident der Unabhängigen Historikerkommission Liechtenstein Zweiter Weltkrieg, einer international besetzten Kommission, die sich wissenschaftlich mit Fragen zur Rolle Liechtensteins in der NS-Zeit und während des Zweiten Weltkrieges beschäftigte. Die daraus resultierenden Ergebnisse wurden 2005 in einem Schlussbericht veröffentlicht. 2009 erschien eine englische Übersetzung. Von 2010 bis 2020 war er der liechtensteinische Ko-Vorsitzende der Liechtensteinisch-Tschechischen Historikerkommission.
2017 wurde Geiger mit einer gemeinsam vom Liechtenstein-Institut und dem Historischen Verein für das Fürstentum Liechtenstein herausgegebenen Festschrift geehrt.
Geiger wohnte in Schaan. Er starb im April 2025 im Alter von 82 Jahren.

## Veröffentlichungen (Auswahl)
- mit Manfred Schlapp: Russen in Liechtenstein. Flucht und Internierung der Wehrmacht-Armee Holmstons 1945–1948. Chronos-Verlag, Zürich 1996.
- Krisenzeit. Liechtenstein in den dreissiger Jahren, 1928–1939. 2 Bände, Verlag des Historischen Vereins für das Fürstentum Liechtenstein, Vaduz; Chronos-Verlag, Zürich 1997.
- Dan Michman; Peter Geiger; Arthur Brunhart, David Bankier; Carlo Moos; Erika Weinzierl: Fragen zu Liechtenstein in der NS-Zeit und im Zweiten Weltkrieg. Chronos-Verlag, Zürich 2005. Übersetzung ins Englische, 2009: Questions concerning Liechtenstein during the National Socialist period and the Second World War.
- Kriegszeit. Liechtenstein 1939 bis 1945. 2 Bände, Chronos-Verlag, Zürich 2010.